# Le Triomphe de la Mort (Brueghel)
Pour les articles homonymes, voir Triomphe de la Mort.
Le Triomphe de la Mort (1562) est une œuvre de Pieter Brueghel l'Ancien conservée au musée du Prado à Madrid (Espagne). 
Ce tableau est une allégorie mettant en scène diverses formes relatives à la mort : crime, exécution, maladie, combat, suicide, mort en couche, noyade.
Allégorie de la mort à qui personne n'échappe, on y voit toutes les classes sociales, rois, cardinaux, joueurs de cartes, amants, égaux devant la mort. Un squelette à cheval porte une faux et commande à une horde de squelettes. Une claire inspiration de l'Apocalypse biblique aussi est l'image de deux squelettes munis de filets, tels des pêcheurs d'âmes. Dans le haut de la peinture on voit la mer et une terre déserte, annonciatrice du sort inévitable de cette bataille entre vivants et morts. Si le style est indéniablement inspiré par Jérôme Bosch , l’œuvre s'inspire des xylographies d'Hans Holbein le Jeune.

« Quelque chose d'effroyable avait eu lieu là. Partout à l'horizon s'élevaient des flammes dans un grand effort d'arrachement pourpre, ainsi que des cris. Nous avons atteint les premières fermes, dont les murs calcinés étaient méconnaissables. Dans les cours gisaient pêle-mêle des cadavres de moutons, porcs, vaches, ainsi que d'étranges flaques de chair dont on devinait vaguement l'origine humaine: ici et là subsistaient un pied, un bras, une tête écrasée, une purée de cervelle. (…) La fumée des incendies, rabattue par le vent du nord, m'étouffait à demi, m'empêchait de voir que le soleil brillait déjà haut. Une telle fumée portait un nom précis : l'Espagnol, l'Ennemi, le Dominateur exécré d'un pays innocent dont il me faudrait dorénavant découvrir les trésors, s'il en restait du moins. »

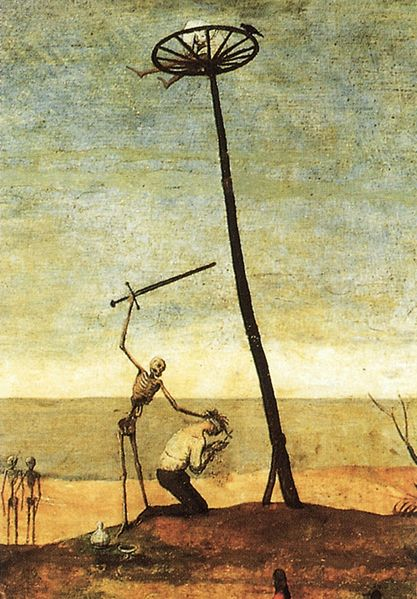
Détail illustrant une exécution par décapitation sous un malheureux victime du supplice de la roue.

Son fils Jan Brueghel le Jeune, fit plusieurs copies de l'œuvre.